# Junior Torunarigha
Babatunde Junior Torunarigha (Ibadan, 18 april 1990) is een Nigeriaans-Duits voetballer die bij voorkeur als aanvaller speelt.

## Carrière
Junior Torunarigha speelde voor verschillende clubs in Duitsland, tot hij in de zomer van 2016 transfervrij naar Fortuna Sittard vertrok. Hier maakte hij zijn debuut op 5 augustus 2016, in de met 2-1 gewonnen thuiswedstrijd tegen Achilles '29. Hij werd na 68 minuten vervangen door Frank Wiafe Danquah. Torunarigha maakte zijn eerste doelpunt voor Fortuna Sittard op 26 augustus 2016, in de met 3-2 gewonnen thuiswedstrijd tegen FC Dordrecht. In de zomer van 2017 vertrok hij transfervrij naar Alemannia Aachen, waar hij debuteerde tegen Borussia Mönchengladbach II. Zijn eerste doelpunt maakte hij in de met 3-1 gewonnen thuiswedstrijd tegen SV Rödinghausen. In 2018 vertrok hij naar Zagłębie Sosnowiec, waar hij een half jaar speelde.

### Carrièrestatistieken
| Seizoen                         | Club                | Land           | Competitie           | Competitie | Competitie | Beker | Beker | Totaal | Totaal |
| Seizoen                         | Club                | Land           | Competitie           | Wed.       | Dlp.       | Wed.  | Dlp.  | Wed.   | Dlp.   |
| ------------------------------- | ------------------- | -------------- | -------------------- | ---------- | ---------- | ----- | ----- | ------ | ------ |
| 2009/10                         | Hertha BSC II       | Duitsland      | Regionalliga Nordost | 24         | 6          | –     | –     | 24     | 6      |
| 2010/11                         | Hertha BSC II       | Duitsland      | Regionalliga Nordost | 22         | 5          | –     | –     | 22     | 5      |
| 2011/12                         | Rot-Weiß Oberhausen | Duitsland      | 3. Liga              | 20         | 1          | –     | –     | 20     | 1      |
| 2012/13                         | TSG Neustrelitz     | Duitsland      | Regionalliga Nordost | 19         | 5          | –     | –     | 19     | 5      |
| 2013/14                         | FC Carl Zeiss Jena  | Duitsland      | Regionalliga Nordost | 13         | 3          | –     | –     | 13     | 3      |
| 2014/15                         | ZFC Meuselwitz      | Duitsland      | Regionalliga Nordost | 18         | 1          | –     | –     | 18     | 1      |
| 2015/16                         | FC Amberg           | Duitsland      | Regionalliga Bayern  | 17         | 3          | –     | –     | 17     | 3      |
| 2016/17                         | Fortuna Sittard     | Nederland      | Eerste divisie       | 23         | 3          | 1     | 0     | 24     | 3      |
| 2017/18                         | Alemannia Aachen    | Duitsland      | Regionalliga West    | 27         | 9          | 3     | 1     | 30     | 10     |
| 2018/19                         | Zagłębie Sosnowiec  | Polen          | Ekstraklasa          | 10         | 0          | 1     | 0     | 11     | 0      |
| Carrièretotaal                  | Carrièretotaal      | Carrièretotaal | Carrièretotaal       | 193        | 36         | 5     | 1     | 198    | 37     |
| Bijgewerkt op 25 september 2019 |                     |                |                      |            |            |       |       |        |        |